# Johannes Hohlenberg
Johannes Hohlenberg (* 1881; † 1960) war ein dänischer Schriftsteller, Künstler und Anthroposoph.
Hohlenberg entstammte einer Kopenhagener Pastorenfamilie, wo seine musischen Interessen schon früh gefördert wurden. 1906 begab er sich zum Kunststudium nach Paris, lernte dort Mirra Alfassa kennen und traf sich nahezu jeden Abend mit ihr, um Lehren des Okkultismus zu studieren.  Als Paul und Mirra Richard 1914 nach Pondicherry zu Sri Aurobindo gereist waren, luden sie Hohlenberg ein, dorthin zu kommen, um an einer Zeitschrift mitzuarbeiten. Doch aufgrund des Krieges und anderer Schwierigkeiten konnte er die Reise erst 1915 antreten und blieb nur einen Monat. Während dieser Zeit erstellte er eine der wenigen Fotografien Sri Aurobindos und fertigte Skizzen an, auf deren Grundlage er später ein Ölgemälde schuf.
Durch seine Teilnahme an Gesprächen mit Sri Aurobindo hatte Hohlenberg ein Grundwissen erworben, das er 1916 in dem Buchtitel Yoga i dens betydning for Europa (Yoga in seiner Bedeutung für Europa) verarbeitete. 1954 erschien das Buch auch in einer deutschen Übersetzung, wobei Hohlenberg im Vorwort auf seinen Aufenthalt bei Sri Aurobindo und die Gespräche mit ihm als Quelle hinwies.
In einem späteren Lebensabschnitt begann er sich für die Anthroposophie zu interessieren, wurde zum Schüler Rudolf Steiners und spielte als Generalsekretär einer neu gegründeten anthroposophischen Gesellschaft eine wichtige Rolle bei der Verbreitung des Gedankenguts von Steiner in Dänemark. Er publizierte Artikel in verschiedenen Kulturzeitschriften und vertiefte sich später mit etwas Abstand zur anthroposophischen Arbeit in die Existenzphilosophie Søren Kierkegaards, über den er 1940 eine Monographie erscheinen ließ. In weiteren Publikationen brachte er u. a. die ganze Bhagavad Gita sowie zwei Essays von Sri Aurobindo und einen Auszug aus dessen Werk Das göttliche Leben in dänischer Übersetzung heraus.